# 高橋信司 (社会科学者)
高橋 信司（たかはし のぶし、1899年6月6日 - 1971年11月15日）は、日本の社会科学者。同志社大学法学部卒業、高知短期大学名誉教授。専門は政治史:30・政治思想史・比較憲法:30。

## 経歴
岐阜県大垣市出身。同志社大学法学部で、高木庄太郎に政治史を学ぶ:63。1924年（大正13年）:54、法学部を卒業。同志社大学法学部で政治史の講師を務める:29。
1928年（昭和3年）から1929年（昭和4年）にかけ、同志社で法学部教授会と理事会（津下紋太郎、西村金三郎ら）との対立が生じた際に、高橋貞三講師とともに学生新聞で理事会を激しい言葉で批判した:60。理事会から「自発的辞表」提出を要求され、能勢克雄教授とともに解任させられた:139:29。これに対して法学部教授会は連名で理事会を批判した:139-140。
1958年、『土佐藩憲政思想成立史』で同志社大学より法学博士号を授与される。同著作は高知市民図書館より「市民叢書」の一冊として刊行された。
1959年、高知短期大学（高知女子大学の公開講座から派生し1952年に設立された夜間短期大学）に「学長代理」の職が設けられた際に、初代学長代理に就任。

## おもな著作
- 『政治学序説』（三和書房、1952年）
- 『社会科学概論』（高知市立市民図書館、1958年）
- 『土佐藩憲政思想成立史』（高知市立市民図書館、1958年）[1]
- 高橋信司（著）・高知短期大学社会科学会（編）『或る社会科学者の生涯 : 高橋信司自伝』（高知短期大学社会科学会、1972年）